# Skupina Viti Levu

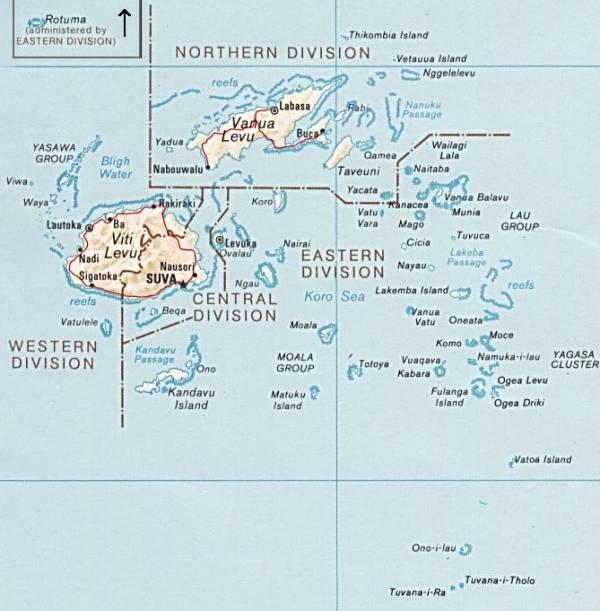
Souostroví Fidži na mapě

Skupina Viti Levu je souostroví jižního Fidži.
Skládá se z fidžijského největšího ostrova Viti Levu a ostrovů přilehlých, jako Bau, Beqa, Nukulau a Vatulele. Skupina se rozprostírá na rozloze 10 453 km2 a v roce 1996 měla 574 801 obyvatel.
Některá souostroví ležící u Viti Levu, jako Lomaiviti a Yasawa, mohou být považována za ostrovy přilehlé, ale většinou jsou klasifikovány jako samostatná fidžijská souostroví.